# 劉綱 (宣德進士)
劉綱，山東承宣布政使司濟南府禹城縣（今山東禹城縣）人，明朝政治人物、進士出身。

## 生平
宣德八年（1433年），登癸丑科進士，授戶科給事中。正統年間丁憂，正統十二年起用為禮科給事中。正統十四年，升任禮科都給事中。同年改兵科都給事中、陝西布政司左參政。天順四年致仕。